# Tænketanken Demokratisk Erhverv
Tænketanken Demokratisk Erhverv er en dansk tænketank, der blev grundlagt i 2018. Tænketanken fokuserer primært på at fremme demokratiske virksomheder og skabe viden om dem. Den blev etableret af en række organisationer herunder Coop og Thise Mejeri.